# Anthophora lanzarotensis
Anthophora lanzarotensis är en biart som först beskrevs av Borek Tkalcu 1993.  Anthophora lanzarotensis ingår i släktet pälsbin, och familjen långtungebin. Inga underarter finns listade i Catalogue of Life.